# Blastomerycinae
Blastomerycinae — вимерла підродина парнопалих ссавців з родини кабаргових (Moschidae), що жили в міоцені, принаймні в Північній Америці (від Канади до Панами). 
Відомі роди: Blastomeryx, Longirostromeryx, Machaeromeryx, Parablastomeryx, Problastomeryx, Pseudoblastomeryx.